# Institution
Institution (lateinisch institutum „Einrichtung“) ist ein in den Wirtschafts- und Sozialwissenschaften uneinheitlich definierter Begriff. Im Allgemeinen wird darunter ein Ordnungs- und Regelsystem verstanden, das soziales Verhalten und Handeln von Individuen, Gruppen und Gemeinschaften in einer Weise formt, stabilisiert und lenkt, dass es im Ergebnis für andere Interaktionsteilnehmer erwartbar wird. Häufig werden darunter feste gesellschaftliche Einrichtungen wie Behörden, Gerichte, Universitäten und Schulen verstanden (analog zum englischen Sprachgebrauch). Soziologisch wären derartige Gebilde jedoch genauer als institutionalisierte soziale Organisationen zu bezeichnen.
Die heute am häufigsten verwendete Definition von Institutionen stammt von Douglass North, der sie als die formellen wie informellen Spielregeln einer Gesellschaft beschreibt, die die Anreizstrukturen für das politische, wirtschaftliche und gesellschaftliche Zusammenspiel festlegen.
Die Auswirkungen von Institutionen (Institution Building) bzw. deren Strukturen sind vielfältig und umfassend. Dazu wird beispielsweise in modernen Erklärungsmodellen zum Wachstum und Erfolg von Gemeinwesen und Staaten auf die Wichtigkeit von langandauernden kontinuierlichen institutionellen Rahmenbedingungen wie Rechtssicherheit (geringe Korruptionsrate, effektive Gerichte, Vertrags- und Registersicherheit) oder öffentliche Sicherheit hingewiesen.

## Zur Begriffsgeschichte
Institutionen sind Gegenstand verschiedener sozialwissenschaftlicher Disziplinen. Die übergreifendste Definition des Begriffs besagt, dass eine Institution ein Regelsystem ist, das eine bestimmte soziale Ordnung hervorruft. Nach einem repräsentativen soziologischen Wörterbuch bezeichnet Institution „jegliche Form bewusst gestalteter oder ungeplant entstandener stabiler, dauerhafter Muster menschlicher Beziehungen, die in einer Gesellschaft erzwungen oder durch die allseits als legitim geltenden Ordnungsvorstellungen getragen und tatsächlich ‚gelebt‘ werden“.
Die Betrachtung politischer Institutionen geht mindestens auf Jean-Jacques Rousseau zurück. Die frühen politischen Theorien sahen politische Institutionen jedoch lediglich als Arenen, in denen politische Handlungen stattfinden, die jedoch von fundamentaleren Kräften bestimmt wurden. In der vergleichenden Regierungslehre befasste man sich mit der institutionellen Grundlage der verfassungsmäßigen Ordnung, insbesondere der (heute) westlichen Welt. Es ging um formale Institutionen.
In ihrem wissenssoziologischen Klassiker Die gesellschaftliche Konstruktion der Wirklichkeit (1966) legten Peter L. Berger und Thomas Luckmann eine einflussreiche, aber auch weiter gefasste Definition des Institutionsbegriffs vor, der Institutionen als Sedimentierungen dynamischer sozialer Prozesse erachtet: „Institutionalisierung findet statt, sobald habitualisierte Handlungen durch Typen von Handelnden reziprok typisiert werden. Jede Typisierung, die auf diese Weise vorgenommen wird, ist eine Institution“. Das schließt vorgegebene, typisierte Handlungssequenzen (wie Begrüßung und Vorstellung) ebenso ein wie zeremonielle Handlungsabläufe (wie Taufe und Beerdigung).
Die philosophische Anthropologie Arnold Gehlens misst den Institutionen „eine geradezu fundamentale Bedeutung“ für das menschliche Handeln bei. Sie versteht Institutionen als Instinktersatz und Kompensation für die instinktreduzierte Ausstattung des Menschen; durch sie werden die „quasiautomatischen Gewohnheiten des Denkens, Fühlens, Wertens und Handelns“ habitualisiert und damit stabilisiert. Institutionen gehen nach Gehlen aus dem „Denken und Handeln“ der Menschen untereinander hervor und „verselbständigen sich ihnen zu einer Macht, die ihre eigenen Gesetze bis in ihr Herz hinein geltend macht“.
Seit Mitte der 1970er Jahre entwickelte sich ein neuer Institutionalismus. Hierbei handelte es sich um eine Gegenbewegung zu herkömmlichen behaviouristischen Theorieansätzen und zur Theorie der rationalen Entscheidung, die als weitgehend „institutionenblind“ gelten. Im soziologischen wie im ökonomischen Neo-Institutionalismus werden, in Abgrenzung zum klassischen Institutionalismus, neben den formalen Institutionen auch nicht-formale betrachtet. Wie weit der Begriff „Institution“ zu fassen ist, bleibt strittig. Wirtschaftswissenschaftlich inspirierte Wissenschaftler definieren den Begriff enger als soziologisch inspirierte Wissenschaftler, die auch kognitive Regeln des menschlichen Handelns als Institution ansehen.

## Abgrenzung zum Organisationsbegriff
Der Begriff wird in der Volkswirtschaftslehre, im Rahmen der Institutionenökonomik, für die Erklärung der Bildung von Unternehmen und Unternehmensgrenzen verwendet – oft wegen der Unzulänglichkeit des dort (und in der Betriebswirtschaftslehre) vielfach entfalteten Organisationsbegriffs. Organisationen sind Gruppen von Personen, die ein gemeinsames Ziel verfolgen. Das Merkmal „Organisation“ ist sodann die formell festgelegte Mitgliedschaft. Jedes Mitglied hat sich den spezifischen Regeln der Organisation zu unterwerfen – oder die stets vorhandene „exit-Option“ zu wählen. Institutionen sind hingegen Regeln, die für ganze Gesellschaften oder deren Teilsysteme gelten.
Die Neue Institutionenökonomik als ein Paradigma der Volkswirtschaftslehre versteht unter Institutionen hingegen eine der Reduzierung von Unsicherheiten dienende Regel. Institutionelle Regeln beschränken einerseits die Möglichkeiten menschlichen Handelns und gestalten damit die Anreize im Austausch von Gütern, andererseits ermöglichen soziale Regeln bestimmte – zivilisierte (hier) Tauschgeschäfte – Verhaltensweisen, indem sie andere – zuerst gewalttätige, hier: Raub, Diebstahl – verbieten.
Die Institution ist ein System miteinander verknüpfter, formgebundener (formaler, d. h. gesetzlich fixierter, also staatlich sanktionsbewehrter) und formungebundener (informeller, d. h. in der Gesellschaft faktisch akzeptierter) Regeln. Eine Institution hat die Funktion, individuelles – und damit soziales – Verhalten in eine bestimmte Richtung zu steuern. Einige glauben, dass damit die sogenannte Anreizstruktur einer Gesellschaft gesteuert werde, obwohl kein Steuermann auszumachen ist und obwohl Anreize individualinteressengeleitete Reaktionen suggerieren, die bei den meist kooperativen Regeln – Institutionen – nicht zu beobachten sind. Institutionen sind selbstorganisierende Regelsysteme. Institutionen bringen Ordnung in alltägliche Handlungen und vermindern damit die Unsicherheit von Individuen darüber, was andere Individuen wohl in bestimmten Situationen tun werden.
Institutionen stecken damit die gesellschaftlichen Spielregeln für die strategischen Spiele der einzelnen Organisationen ab, die ihren privaten Interessen folgen. Allerdings fördern die institutionellen Spielregeln nicht notwendigerweise die Kooperation der Akteure. Es gibt auch Institutionen, die die Effizienz und Kreativität des menschlichen bzw. organisatorischen Zusammenwirkens entscheidend und mit gravierenden negativen Effekten für die wirtschaftliche Entwicklung einschränken. Man denke etwa an die für viele Institutionen typischen Exklusionseffekte, so etwa an das des indischen Kastenwesens. Als ebenso problematisch erwiesen sich jedoch Versuche, die Auswüchse dieses Institutionensystems durch affirmative Action, nämlich gezielte Inklusionspolitik des Staates gegenüber den unteren Kasten zu beschränken. Diese führte zur Ausschaltung eines Teils der Bildungselite der Brahmanen aus hochqualifizierten Tätigkeiten und damit zu neuen Effizienzverlusten in privaten Organisationen und Verwaltung.
Der Brockhaus definiert die Institution als eine „gesellschaftliche, staatliche oder kirchliche Einrichtung, in der bestimmte Aufgaben, meist in gesetzlich geregelter Form, wahrgenommen werden.“ Diese Definition ist jedoch im modernen Sinn veraltet und entspricht insbesondere nicht der heutigen Unterscheidung von Institution und Organisation.
Die jüngere Soziologie vermied es, komplexe Sachverhalte wie Familie oder Bundestag als „Institution“ zu bezeichnen, da sie sowohl Aspekte der Institution als auch der Organisation umfassen und organisationssoziologisch weniger Grundlagenprobleme aufzuwerfen scheinen. (Die Institution der Ehe ist derart genommen eine Organisation, deren Mitglieder die jeweilige Ehefrau und der jeweilige Ehemann sind.) Jedoch hat Michael Wildt 2003 den Begriff der Institution wieder „fruchtbar“ aufgenommen, um das Reichssicherheitshauptamt in der Zeit des Nationalsozialismus zu erklären.

### Beispiele
Beispiele für Institutionen sind jegliche Regeln und Normen wie das Rechtssystem, DIN-/ISO-Normen, Unternehmensleitsätze, die Landessprache, Benimmregeln sowie Sitten und Gebräuche. Auf die oft mit parallelen sozialen Prozessen befasste soziologische Debatte zum Ritual ist zu verweisen.
Viele Sozialgebilde lassen sich sowohl als Organisation wie auch als Institution beschreiben. So ist die Universität eine Bildungsinstitution, aber die konkrete Universität, z. B. Freie Universität Berlin, ist eine Organisation. Die Kirche ist eine religiöse Institution, sie hat zugleich eine komplexe Organisation.

## Funktionen
Institutionen leiten das Handeln von Menschen, beschränken die Willkür (den Kürwillen) des individuellen Handelns, definieren den gemeinsamen Handlungsrahmen und mit ihm verbundene Verpflichtungen. Zu diesem Regelsatz bilden sich zugehörige Legitimierungsstrategien und Sanktionsmechanismen heraus. Damit üben Institutionen eine entlastende Funktion aus, indem sie eine kollektiv organisierte Bedürfnisbefriedigung sicherstellen und den einzelnen von elementaren Vollzügen freisetzen. Andererseits schützen sie die Gesellschaft vor individuell willkürlichen Handlungen und überführen sie in gesellschaftlich wohlgeordnete Abläufe.
Nach dem philosophischen Anthropologen Arnold Gehlen ersetzen Institutionen dem Menschen, was dem Tier als Instinkt verfügbar ist. Dieter Claessens hat dies biosoziologisch kritisiert und differenziert (Konzept der „Instinktstümpfe“). Sie sind nach Gehlen notwendigerweise undurchschaubar und entfremdet, bieten aber damit die Möglichkeit für eine höhere Freiheit des Handelns.
Institutionen schaffen Klarheit für das Individuum in den fundamentalen Bereichen wie soziale Reproduktion, Familie (Verwandtschaft), Erziehung, Bildung und Ausbildung, Nahrungsbeschaffung, Warenproduktion und Verteilung (Wirtschaft) und die Aufrechterhaltung einer gesellschaftlichen Ordnung (Recht, Politik) sowie der Kultur (siehe Bernhard Schäfers 1995, S. 134–137). Sie sind „bewährte Problemlösungen“ für den Alltag, die man sich auch als Komplex von Handlungs- und Beziehungsmustern vorstellen kann. Institutionen können ihr Abbild in Organisationen finden, sind aber davon deutlich zu unterscheiden. Während Institutionen handlungsleitende Regeln zur Verfügung stellen, definieren Organisationen formell Ziele, Mitgliedschaft und Organisationsabläufe.
Um ihre Wirkung zu entfalten, müssen Institutionen beachtet werden.

## Hierarchie
Institutionen werden häufig in eine hierarchische Ordnung nach dem Grad der Einschränkung von Gestaltungsfreiräumen gebracht. Je weiter unten die Ebene, desto spezifischer ist die zugehörige Institution.
Die erste Ebenestellt hierbei die soziale Verankerung dar. In dieser Ebene sind insbesondere informelle Institutionen wie Tradition, Weltanschauung und Kultur von Bedeutung. Die Institutionen dieser Ebene entwickeln sich nur sehr langsam über eine evolutionäre Veränderung. Die theoretische Basis wird durch die Soziologie gegeben.
Die zweite Ebenewird durch grundsätzliche formelle Spielregeln dargestellt, etwa eine Verfassung und Regeln des Rechts. Die theoretische Basis wird durch die Theorie der Verfügungsrechte gegeben.
Die dritte Ebeneist das Steuerungs- und Anreizsystem. Grundlage sind private Verträge. Die theoretische Basis wird durch die Transaktionskostenökonomik gegeben.
Die vierte Ebenebetrifft schließlich die Ressourcenallokation. Die theoretische Basis wird durch die Prinzipal-Agent-Theorie gegeben.

## Risiken und Chancen durch Institutionen
Totale Institutionen wie Gefängnisse, Psychiatrische Anstalten, Schiffsbesatzungen, Klöster, Behindertenheime oder Internate kontrollieren alle Lebensäußerungen ihrer Mitglieder, können also den Freiraum des Individuums überaus stark einschränken, soziale Entwicklungen verhindern und damit die Menschenrechte der Insassen verletzen. Deshalb verfolgt die European Association of Service Providers for Persons with Disabilities (EASPD, deutsch: der Europäische Verband der Leistungserbringer für Menschen mit Behinderung) das Konzept einer Deinstitutionalisierung des Dienstleistungsangebots für Menschen mit Behinderungen in Europa.
Auf der anderen Seite bergen Prozesse der „Deinstitutionalisierung“, wie solche in gesellschaftlichen Wandlungsphasen, Risiken des Rückfalls in riskantes, rücksichtsloses und nur auf Durchsetzung der Eigenwünsche bedachtes Verhalten. Das Institutionsvertrauen ist ein Gradmesser für die Stabilität eines politischen Systems. Vorteile und Nachteile der Institutionalisierung, bzw. des Ausbaus oder Abbaus von Institutionen müssen gegeneinander abgewogen werden. Talcott Parsons (1902–1979) befürwortet die Existenz von Institutionen, da auf diesem Weg erst gesellschaftliche Ordnung entstehe. Dies gilt etwa für das Bestehen von Schulen unwidersprochen. Die Frage der Institutionalisierung durch die Hôpitaux ist jedoch Gegenstand der Auseinandersetzung in der Französischen Revolution gewesen. Anhänger der Physiokratie kritisierten die Arbeitslosigkeit und die dadurch verursachten psychischen Probleme nicht als moralische Schwierigkeit, sondern als Ergebnis falscher merkantilistischer Wirtschaftspolitik.
Als instituntionalisierte Abwehr bezeichnet Stavros Mentzos (1930–2015) ein in bestimmten Situationen verfestigtes und regelmäßig wiederkehrendes Verhalten im Hinblick auf Inanspruchnahme von Hilfe durch Institutionen wie Psychiatrische Krankenhäuser. Dieses Verhalten müsse insofern als inadäquat bezeichnet werden, als es oft nicht der Konfliktverarbeitung, sondern lediglich der Konfliktabwehr dient und daher regelmäßig zu neuen Konfliktsituationen führt. Die Abschaffung von Institutionen in der ersten Hälfte des 20. Jahrhunderts habe wegen des Wegfalls institutionalisierter Abwehrkonstellationen fraglicherweise zu einer Zunahme der eher als strukturell zu begründenden narzisstischen Störungen geführt. Der Umgang mit diesen Einrichtungen ist vergleichbar mit interpersonalen Verhaltensweisen, wie sie durch Autoren wie Ronald D. Laing (1927–1989) und Jürg Willi (1934–2019) – letzterer bezugnehmend auf Laing – als Kollusion oder als Delegation durch Helm Stierlin (1926–2021) beschrieben wurde.

## Wirkungsmechanismus
Institutionen entfalten ihre Wirkung über Anreize, hierbei insbesondere inhaltliche Vorgaben und Sanktionen. Auf diese Weise lassen sich Erwartungen, Entscheidungen und Handlungen der Individuen beeinflussen. Letztlich hat dies Einfluss auf kollektive, also etwa gesamtwirtschaftliche, Ergebnisse.